# Fakulta mezinárodních vztahů Vysoké školy ekonomické
Fakulta mezinárodních vztahů (FMV) je jednou ze šesti fakult Vysoké školy ekonomické v Praze (VŠE), největší veřejné ekonomické vysoké školy v České republice. Fakulta na základě jednotného ekonomického standardu VŠE rozvíjí studium a vědeckovýzkumnou činnost zejména v oblastech: mezinárodní ekonomické vztahy, mezinárodní politika a diplomacie, politologie, cestovní ruch a obchodní a mezinárodní právo.

## Historie
Vysoká škola ekonomická svůj vznik datuje do roku 1919, kdy vznikla tzv. Vysoká škola obchodní (VŠO). VŠO se v roce 1939 přejmenovala na Vysokou školu věd hospodářských a takto existovala do roku 1949. V roce 1953, kdy byla univerzita obnovena, její strukturu tvořilo pět fakult: Všeobecně ekonomická, Výrobně ekonomická, Vnitřního obchodu, Financí a úvěru a Fakulta statistiky. Tyto fakulty se po třech letech, v roce 1954, konsolidovaly a vznikly čtyři nové fakulty: Fakulta politické ekonomie, Fakulta výrobně ekonomická, Fakulta obchodní a Institut národohospodářského plánování.
FMV vznikla 1. července 1991 z Fakulty obchodní Vysoké školy ekonomické. Jejím cílem bylo vychovávat nové odborníky v oblasti mezinárodních vztahů, zahraničního obchodu, vnitřního trhu, cestovního ruchu a diplomacie. Mezi její absolventy patří mnoho úspěšných českých ekonomů, politiků, obchodníků a diplomatů.

## Organizační struktura
V čele FMV stojí děkan, Akademický senát, Vědecká rada a rady pro strategické řízení a spolupráci s praxí. Vedení doplňují čtyři proděkani a tajemnice fakulty. Fakulta má sedm odborných kateder, čtyři katedry jazykové a čtyři instituty. Akademický senát má celkem 18 členů, kurie akademických pracovníků je složena z 12 senátorů a studentská kurie má 6 senátorů. Ve Vědecké radě působí interní, externí a čestní členové.

## Studijní programy
FMV nabízí studentům množství studijních oborů v bakalářském, navazujícím magisterském a doktorském studijním programu. Výuka v bakalářských a magisterských programech probíhá v prezenční formě studia, s výjimkou bakalářského oboru Manažer obchodu, který je akreditován v kombinované formě studia. Výuka v doktorských programech je uskutečňována v prezenční a kombinované (distanční) formě studia. V česky vyučovaných oborech je studium bezplatné, anglicky vyučované obory podléhají školnému. Magisterský program Mezinárodní obchod získal mezinárodní akreditaci EPAS udělovanou European Foundation for Management Development, která zaručuje srovnatelnost kvality výuky a získaných dovedností s nejlepšími zahraničními programy. Členem Akreditační komise, která o udělení mezinárodní akreditace EPAS rozhoduje, byl s účinností od 1. září 2014 jmenován děkan Fakulty mezinárodních vztahů doc. Ing. Štěpán Müller, CSc., MBA.
Kromě oborů vyučovaných v češtině Fakulta nabízí všechny stupně studia v angličtině. Jedná se o bakalářských obor International Business, magisterské obory International Business - Central European Business Realities (obor s prestižní mezinárodní akreditací EPAS), Economics of Globalization and European Integration a International and Diplomatic Studies. V angličtině je možno studovat všechny doktorské programy.
Studium na FMV probíhá podle zásad Evropského systému převodu a akumulace kreditů (ECTS). Za správnou implementaci kreditního systému udělila Evropská komise Vysoké škole ekonomické v Praze právo používat certifikáty ECTS Label a DS Label.
FMV se podílí na výuce čtyř předmětů Univerzity třetího věku:Mezinárodní politika a diplomacie, Cestovní ruch, Evropská unie 1 a Evropská unie 2.
V bakalářských studijních programech je povinné studium dvou cizích jazyků (z výchozí úrovně B2 Společného evropského referenčního rámce)

## Přijímací řízení
Přijímací řízení FMV je velmi selektivní ve všech studijní programech. Důraz je kladen především na vysokou znalost cizích jazyků. Přijímací zkouška do:
- Bakalářských studijních programů se skládá z testu z matematiky a dvou cizích jazyků. Jednou z podmínek pro přijetí je dosažení úplného středního nebo úplného středního odborného vzdělání.
- Magisterských studijních programů se skládá z testu z ekonomie, odborného předmětu a jednoho cizího jazyka. Jednou z podmínek pro přijetí je řádné ukončení studia alespoň v bakalářském studijním programu.
- Doktorských studijních programů se skládá z odborné a jazykové zkoušky. Jednou z podmínek pro přijetí je řádně ukončené vysokoškolské studium v magisterském studijním programu.

Studijní programy vyučované v anglickém jazyce mají své vlastí specifické přijímací řízení. Do bakalářských studijních programů se v roce 2011 hlásilo 3030 studentů a přijato bylo 1210 (39,9% úspěšnost). V roce 2012 se do bakalářských programů hlásilo 2855 studentů a přijato bylo 36 % z nich.

## Odborná pracoviště
Odborné katedry
- Cestovního ruchu
- Mezinárodního obchodu
- Obchodního podnikání a komerčních komunikací
- Politologie
- Podnikového a evropského práva
- Světové ekonomiky
- Středisko mezinárodních studií Jana Masaryka

Jazykové katedry
- Anglického jazyka
- Německého jazyka
- Románských jazyků
- Ruského jazyka

Instituty a centra
- Centrum evropských studií
- Centrum asijských studií
- Francouzsko-český institut řízení
- Institut pro udržitelné podnikání

Fakulta poskytuje prospěchová stipendia do studijního průměru 1,20 a nejlepší studenti mohou při studiu působit jako pomocná vědecká síla u jednotlivých vyučujících.

## Věda a výzkum
Současný vědecký výzkum fakulty je zaměřen na tematické okruhy, které jsou koncipovány tak, aby umožnily co nejširší a interdisciplinární využití potenciálu fakulty a provázanost jejích výzkumných aktivit:
- Globální ekonomické a institucionální prostředí a jeho proměny v důsledku finanční a ekonomické krize.
- Governance v kontextu globalizované ekonomiky a společnosti na všech úrovních ekonomického, sociálního, politického a bezpečnostního systému.
- Institucionální a ekonomické souvislosti evropské integrace.
- Strategické a operativní řízení společností maloobchodu a cestovního ruchu v kontextu udržitelného rozvoje a spotřeby a konceptu společenské odpovědnosti firem.
- Didaktika a sociolingvistika odborného jazyka.

Výzkumné projekty
- Výzkumný záměr – Governance v kontextu globalizované ekonomiky a společnosti (2007–2013).
- Grantové projekty – GA ČR, TA ČR, projekty mezinárodní spolupráce ve vědě a výzkumu, rezortní granty.

Vědecké fakultní časopisy
- Současná Evropa[3]
- Working Papers FMV[4]

Mezinárodní vědecké konference
- Annual Conference of the Czech Association for European Studies
- Česká republika a Slovensko v mezinárodním obchodě a podnikání (ve spolupráci s Katedrou medzinárodného obchodu, Obchodná fakulta, Ekonomická Univerzita Bratislava)
- International Conference of Young Scholars
- Trends in International Business (ve spolupráci s výzkumným centrem Magellan, IAE Lyon, Université Jean Moulin Lyon 3)

Vědecké soutěže
- Soutěž Komerční banky o nejlepší doktorskou disertační práci
- Soutěž EGAP o nejlepší diplomovou práci
- Soutěž VŠE Excelentní studentské odborné práce (ESOP)

## Vnější vztahy
FMV rozvíjí partnerské vztahy s univerzitami v Evropě, Asii, na americkém kontinentu a je členem řady mezinárodních organizací. Významná jsou zejména členství v:
- Association of Professional Schools of International Affairs (APSIA)
- Association for Tourism and Leisure Education (ATLAS)
- European Institute for Commercial Communications Education (EDCOM)
- European Foundation for Management Development (EFMD)
- European Retail Academy (ERA)
- Svaz obchodu a cestovního ruchu ČR

FMV je dále zapojena do mezinárodních programů, např. do programu Erasmus-Mundus nebo do programu Konsorcia pro mezinárodní double degree. Fakulta spolupracuje se čtyřmi ministerstvy: Ministerstvem zahraničních věcí, Ministerstvem průmyslu a obchodu, Ministerstvem pro místní rozvoj, a Ministerstvem obrany, a to jak v konferenčních aktivitách, tak ve výuce.
Mezi partnery FMV se řadí například Komerční banka, Kondrad-Adenauer-Stiftung, KPMG Česká republika, Nadace Milana Jurčeky aj.
Fakulta mezinárodních vztahů Vysoké školy ekonomické dlouhodobě spolupracuje s kontroverzní firmou Amway.

## Studentské aktivity
Na FMV působí řada studentských spolků a organizací. Řadí se mezi ně například:
- Junior Diplomat Initiative[7] – organizace přibližující studentům svět diplomacie pomocí různých akcí.
- Studentský klub obchodu a konkurenceschopnosti SKOK[8] - studentská organizace zaměřená na mezinárodní obchod a problémy konkurenceschopnosti ČR.
- Prague MUN[9] – simulace zasedání a jednání OSN.
- Klub mladých politologů – sdružení mladých lidí se zájmem o politiku a aktuální dění ve společnosti.
- Klub podnikatelů – pro studenty se zájmem o podnikání.

Fakulta podporuje mnoho studentských iniciativ a mezinárodních projektů, z nichž největším je Pražský studentský summit, který je určen pro středoškolské a vysokoškolské studenty a začíná každoročně v září. Jeho organizátorem je think-tank Asociace pro mezinárodní otázky a projektu, který v průběhu akademického roku simuluje diplomatická jednání OSN, EU a NATO, se každoročně účastní téměř 400 studentů z celé České republiky.

## Reputace
FMV od svého založení vzdělává odborníky pro působení zejména v oblastech státní správy, samostatné podnikání na národní i mezinárodní úrovni a pro zaměstnání v mnoha odvětvích soukromého sektoru. Podle studie Lidových novin (2011) jsou absolventi fakulty po čtyřech letech od nástupu do zaměstnání statisticky nejlépe finančně odměňovanými absolventy v České republice. Absolventi FMV, mají podle výsledků šetření dokonce přes 57 tisíc korun měsíčně a 10% z nich má v době promoce garantováno zaměstnání v zahraničí.
Časopis TÝDEN (2012) ve své analýze porovnával šestnáct ekonomických fakult podle sedmi vybraných hledisek, například uplatnění na trhu práce, šance na přijetí ke studiu, odborné zázemí či spolupráce školy se zahraničními univerzitami a z celkového hodnocení se na prvním místě umístila FMV.

## Významní absolventi
- Václav Klaus, bývalý prezident ČR
- Josef Tošovský, bankéř a politik (nyní manažer v Bance pro mezinárodní platby)
- Zdeněk Tůma, politik a bývalý guvernér České národní banky
- Martin Jahn, manažer a bývalý vicepremiér
- Tomáš Dub, náměstek ministra zahraničních věcí ČR
- David Formánek, výkonný ředitel pro lidské zdroje Komerční banky
- Milan Hovorka, náměstek ministra průmyslu a obchodu
- Kamil Janáček, Člen bankovní rady České národní banky, člen vědecké rady VŠE
- Miroslav Zámečník, český ekonom, zástupce ČR při Světové bance
- Miloš Zeman, český prezident, první zvolený v přímé volbě
- Zdeněk Juračka, prezident Svazu obchodu a cestovního ruchu ČR
- Miloslav Kozler, manažer, Visa Europe
- Kateřina Sequensová, viceprezidentka Rady pro lidská práva OSN
- Jiří Stýblo, člen rady expertů České manažerské asociace a vysokoškolský pedagog
- Petr Sýkora, zakladatel Nadace Dobrý anděl
- Daniel Braun, náměstek ministra pro místní rozvoj
- Petr Karel, vicepresident pro rozvoj obchodních příležitostí, GE Money Bank
- Pavel Turek, manažer, Formule 1
- Jiří Maceška, předseda dozorčí rady České pošty
- Pavel Kavánek, předseda představenstva a generální ředitel České obchodní banky, prezident České bankovní asociace

## Galerie

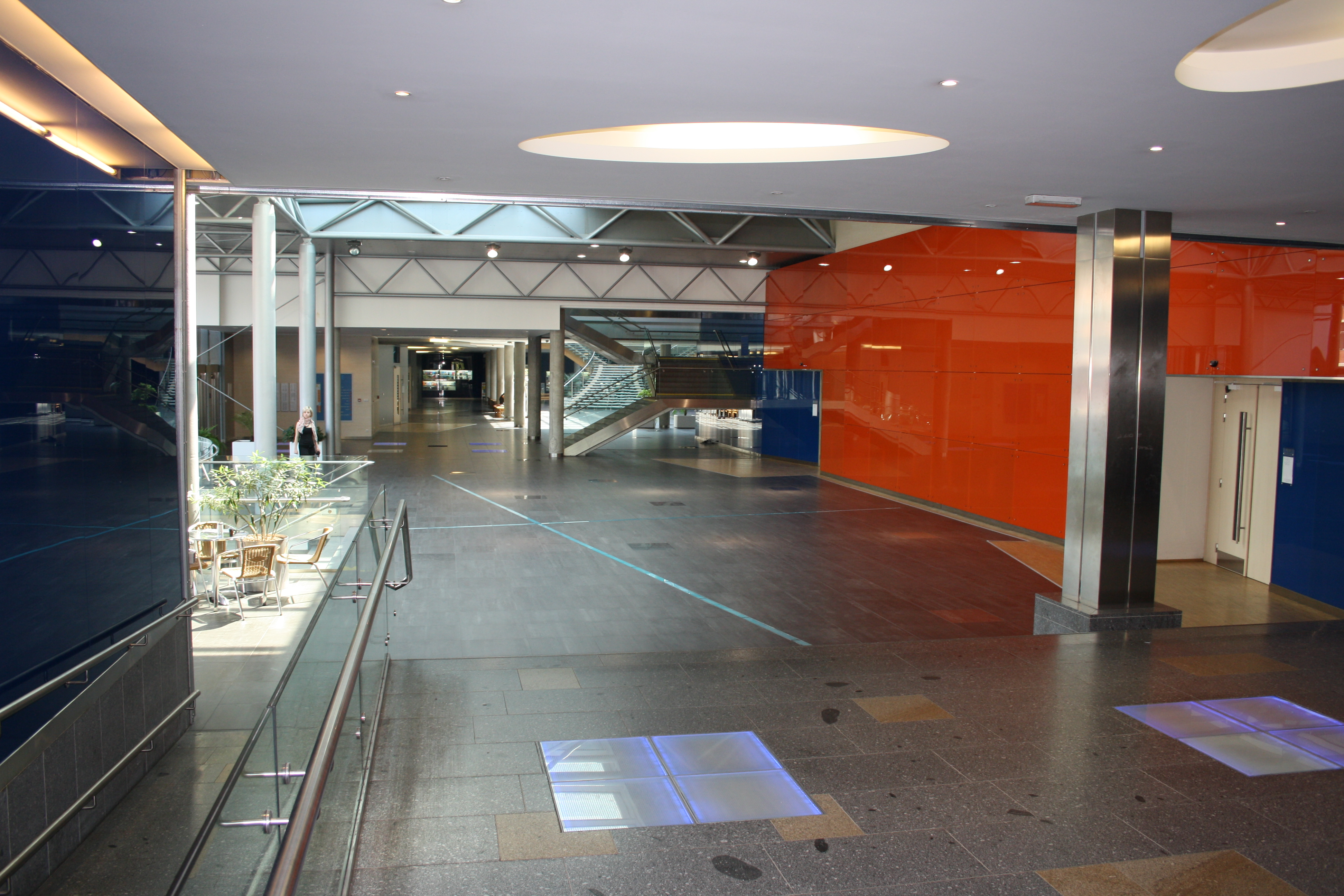
Rajská budova.
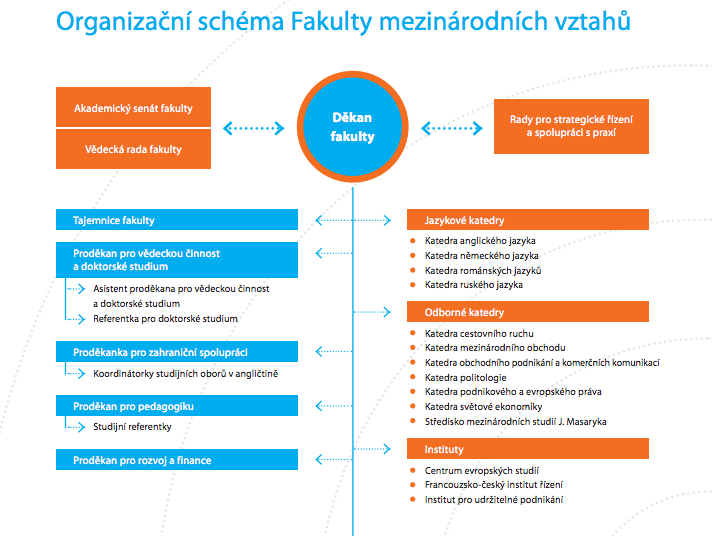
Organizační schéma Fakulty mezinárodních vztahů VŠE v Praze.
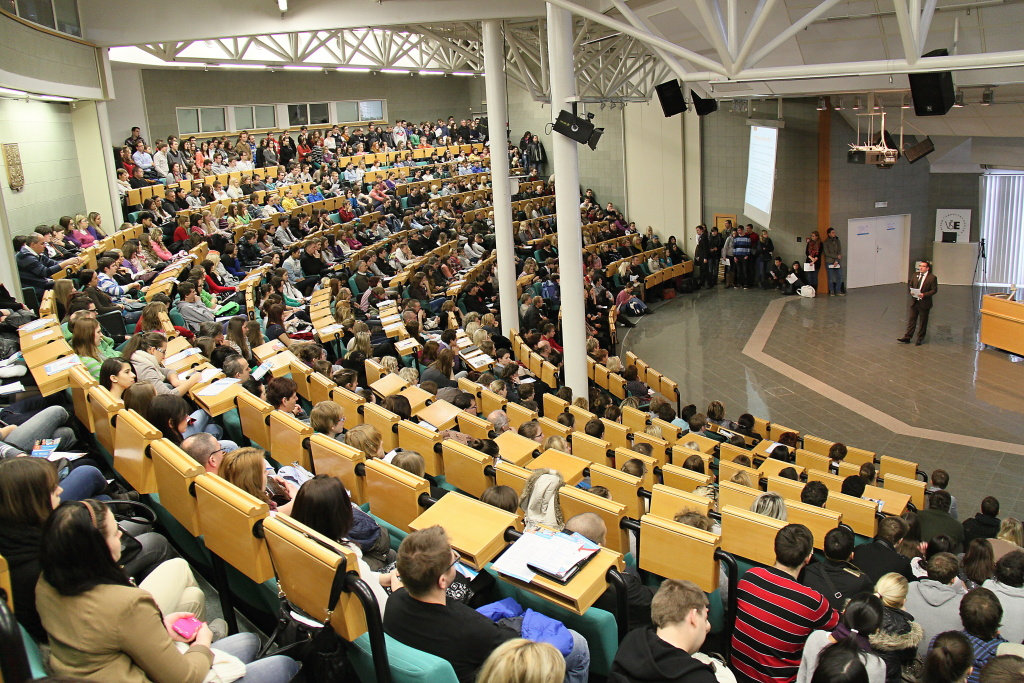
Den otevřených dveří Fakulty mezinárodních vztahů 2013.
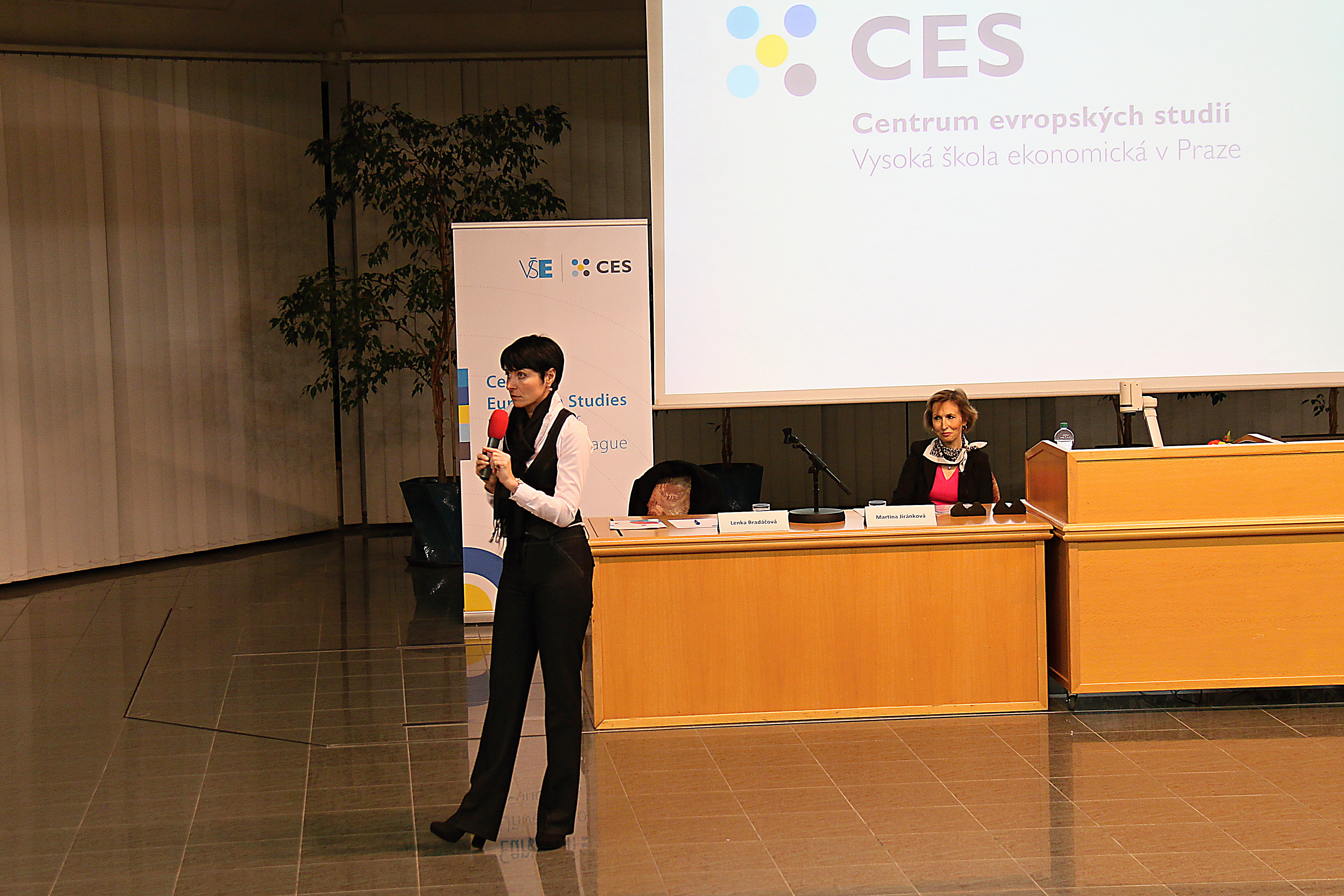
Přednáška Lenky Bradáčové na FMV VŠE na téma „Současný stav justice v České republice“.
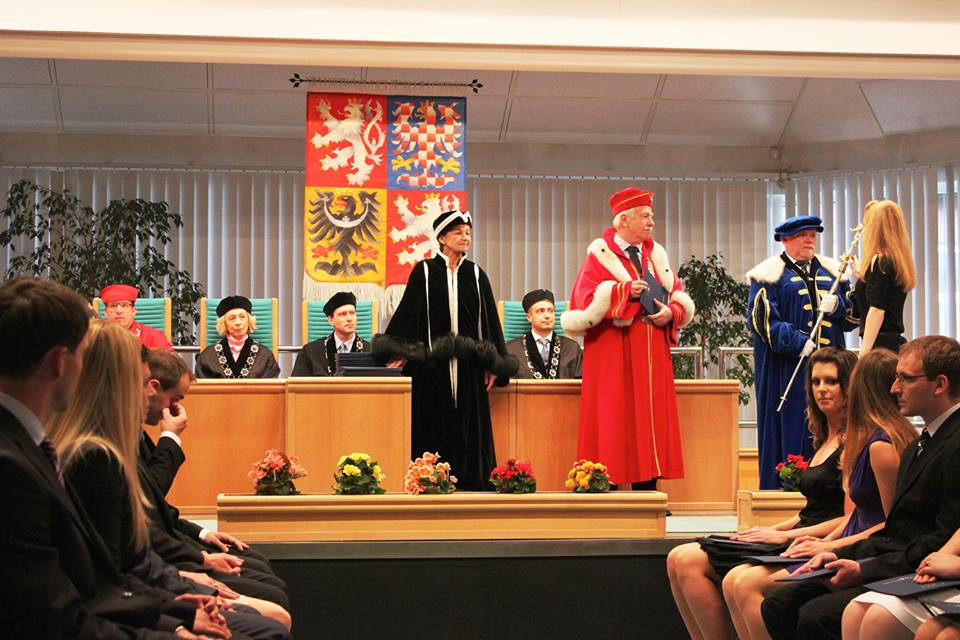
Magisterské promoce 2013 studentů FMV VŠE.